# Hermann Petersen (Lübeck)
Hermann Petersen (* um 1592 in Vlotho; † 18. Dezember 1675 in Lübeck) war ein deutscher Kaufmann und Ratsherr in Lübeck.

## Leben
Hermann Petersen kam als Kaufmannslehrling 1608 nach Lübeck. Petersen war 1637 Ältermann der Lübecker Schonenfahrer. 1638 wurde er Vorsteher der „Spanischen Kollekten“ in Lübeck, einem Zusammenschluss der Lübecker Fernhandelskaufleute, die im Handel mit der Iberischen Halbinsel aktiv waren. Petersen wurde 1651 in Lübeck zum Ratsherrn erwählt. Er ist im Jahr 1658 als Wetteherr überliefert. Er starb im Alter von 82 Jahren und wurde in der Lübecker Marienkirche bestattet, wo seine Grabplatte überliefert ist.